# Middelfart
Middelfart es una ciudad en la isla de Fionia (Dinamarca) de 16.749 habitantes (2025). Pertenece al municipio homónimo y a la región administrativa de Dinamarca Meridional. Se localiza en la parte menos ancha del estrecho del Pequeño Belt, que separa Fionia de Jutlandia.
El nombre de Middelfart (anteriormente Mæthlæfar y Medelfart) proviene del danés antiguo mæthlæ, "central", y far, "camino" o "(lugar de) paso", y significaría "paso central", lo que se refiere a su posición central entre otros dos sitios de paso de Fionia a Jutlandia (Bogense al norte y Assens al sur).

## Historia
Middelfart es mencionada por primera vez en el Libro del censo del rey Valdemar (1231). Hasta donde se tiene noticia, los primeros privilegios de ciudad comercial (købstad) le fueron otorgados a la ciudad de manos del rey Juan. Posiblemente desde el siglo XII Middelfart era ya un sitio importante en el tránsito entre Jutlandia y Fionia, además de tener una destacada actividad pesquera especializada sobre todo en la captura de la marsopa (que persistiría hasta finales del siglo XIX). Este animal era de interés sobre todo por su grasa, que se utilizaba en la producción de lámparas. Para el siglo XVI Middelfart exportaba además ganado vacuno.
A partir del siglo XVI comenzó un período de declive para Middelfart. Además de la crisis producida por las guerras contra Suecia en el siglo XVII, la ciudad se vio afectada por la competencia de la nueva ciudad fortificada de Fredericia, fundada en 1650 al otro lado del Belt. En Fredericia se estableció la aduana para el tráfico comercial en el Pequeño Belt, y del lado de Fionia el sitio de cruce fue establecido en Strib.

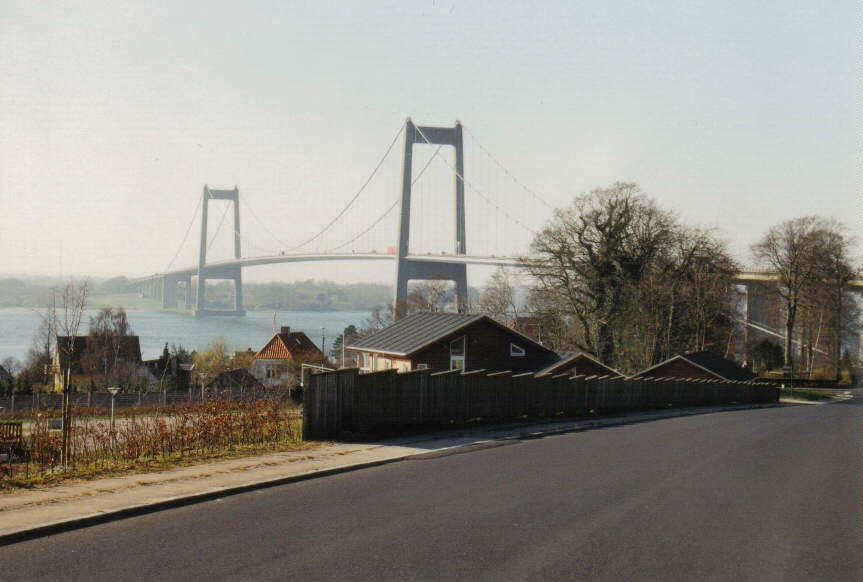
El nuevo puente del Pequeño Belt visto desde Middelfart.

En el siglo XVIII la ciudad empezó a recuperarse con el establecimiento de un nuevo puerto y la explosión agrícola, que impulsaron el comercio. A mediados del siglo se instalaron algunas industrias que resultaron de gran importancia para el crecimiento de la ciudad, entre ellas una fundidora de hierro, una fábrica de cables y la producción de ropa. El ferrocarril entre Nyborg y Middelfart se inauguró en 1865. En 1888 se inauguró un hospital público. Para principios del siglo XX Middelfart era una ciudad con una industria destacada. En la década de 1920 se amplió el puerto y en 1935 se inauguró el primer puente del Pequeño Belt. Este puente, que permitía el paso de trenes, hizo que Middelfart recuperara su estatus de punto neurálgico en la comunicación entre Fionia y Jutlandia. En la fase más intensa de la era industrial, Middelfart experimentó el mayor crecimiento de su historia (de 2.345 en 1880 a 11.056 en 1950).
En la segunda mitad del siglo la ciudad siguió creciendo aunque a un ritmo bastante menor. Entre 1965 y 1970 se construyó el nuevo puente del Pequeño Belt. Este nuevo puente desplazó al anterior en cuanto a tráfico de automóviles y sería el punto de partida para las autopistas de Jutlandia oriental y de Fionia. En 1970 se constituyó el municipio de Middelfart, mismo que fue agrandado en 2007.

## Puntos de interés
KulturØen Middelfart es un centro cívico que cuenta con una biblioteca, punto de información turística, un cine y un Centro de Servicio al Ciudadano, además de una cafetería y un restaurante. El espacio cultural cuenta con un diseño de interiores de Rosan Bosch Studio y fue inaugurado en 2016.